# Beyla

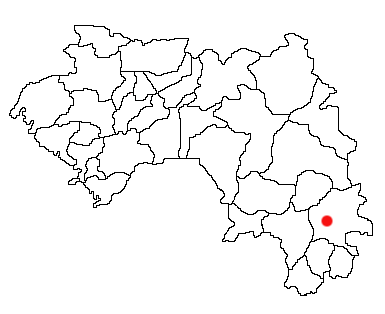
mapa Gwinei z zaznaczonym miastem Beyla

Beyla – miasto w Gwinei; 13 900 mieszkańców (2006). Przemysł spożywczy, włókienniczy.